# Walter Wahrburg
August Eduard Walter Wahrburg war General der Landespolizei und Kommandeur der Landespolizeiinspektion Sachsen.

## Leben
Am 29. Oktober 1904 wurde Walter Wahrburg zum Leutnant der Infanterie befördert. Damals diente er im 15. Infanterie-Regiment Nr. 181, welchem er lange Jahre angehörte, als Adjutant zum Landwehrbezirk Chemnitz kommandiert. 1915 erhielt er ein Patent für den Dienstgrad des Hauptmanns verliehen. Vermutlich wechselte er nach dem Ersten Weltkrieg in den Polizeidienst.
Dort wurde er 1920 zum Hauptmann der Landespolizei Sachsen ernannt und 1927 erfolgte seine Beförderung zum Polizeimajor. Nachdem er bis 1927 bei der Amtshauptmannschaft Glauchau als Kommandeur der Landespolizei eingesetzt war, wechselte er zunächst zur Schutzpolizei nach Leipzig und im April 1928 an die Sächsische Landespolizeischule Meißen. Dort war er bis Ende Juli 1930 als Inspektionsführer tätig. Eine seiner letzten Aktivitäten als Inspektionsführer war die Organisation einer Kolonnenfahrt der Polizeischule nach Johanngeorgenstadt im Erzgebirge am 28. Mai 1930.
Nach der „Machtergreifung“ der Nationalsozialisten 1933 wurde Wahrburg als General der Landespolizei im November die Leitung der neugebildeten Landespolizeiinspektion Sachsen übertragen.  
Im September 1934 nahm er auf dem Horst-Wessel-Platz in Dresden an der Enthüllung des „Denkmals für die gefallenen Polizeibeamten“ teil.
Er wohnte 1933 in Dresden, Canalettostraße 11, und ab 1936 ist er aber nicht mehr in den Dresdner Adressbüchern verzeichnet.